# Прокопчук Олександр Миколайович
Олекса́ндр Микола́йович Прокопчу́к (1996—2023) — лейтенант Збройних сил України, військовий медик. Учасник російсько-української війни.

## Життєпис
Народився 12 березня 1996 році в місті Бережниця Рівненська область у сім'ї священника.
У 2019 році закінчив Тернопільський національний медичний університет. Потім вступив до Української військово-медичної академії.
У 2021 році підписав контракт з 128-ю окремою гірсько-штурмовою Закарпатською бригадою.
У перший день повномасштабного вторгнення в Україну рятував життя в Ірпені, Бучі, а потім на Херсонському, Донецькому, і Запорізькому напрямках.
Загинув 11 лютого 2023 року у бою місті Бахмут Донецької області під час евакуації поранених побратимів.
Похований 16 травня 2023 року в місті Бережниця.
Залишилися батьки, дружина, та брат.

## Нагороди
- Орден Богдана Хмельницького 3-го ступеня (посмертно)[1].